# La noche oscura
La noche oscura (1989) es una película española de Carlos Saura sobre san Juan de la Cruz, un sacerdote y místico católico, importante autor durante la Contrarreforma, en confinamiento solitario en el monasterio carmelita de Toledo, España.

## Contexto histórico
Juan de la Cruz era miembro de la Orden de los Carmelitas y un seguidor de las doctrinas de santa Teresa de Jesús. Teresa de Jesús quería reformar la Orden de los Carmelitas para enfatizar la pobreza, la austeridad y la clausura. También quería reimplantar en los carmelitas la observación de la regla primitiva, que el papa Eugenio IV relajó en 1432. La regla primitiva significaba más tiempo de oración, estudio y lecturas devotas, y ponía más enfoque en evangelizar a la población. Los observadores no permitían comer carne y tenían que ayunar mucho entre la fiesta de la Exaltación de la Santa Cruz, en septiembre, y Pascua. Junto con san Juan de la Cruz, santa Teresa fundó la Orden de los Carmelitas Descalzos. El calificativo "descalzos" venía de la costumbre de esta rama de los carmelitas de vestirse de una manera más austera y sin zapatos.
Las reformas eran muy controvertidas entre los carmelitas en los años 70 del siglo XVI. Un grupo de carmelitas capturó a san Juan el 2 de diciembre de 1576 en su hogar en Ávila y lo llevaron al monasterio de Toledo, donde lo mantuvieron encarcelado nueve meses en una pequeña celda en condiciones terribles, con poca luz, comida y sin contacto con el exterior. Durante su tiempo en el monasterio, sufría mucho. La película relata la historia de los nueve meses que pasó en confinamiento solitario en el monasterio, entre diciembre de 1576 y julio de 1577.
San Juan de la Cruz era un poeta español famoso, celebrado por sus obras que incluyen Cántico espiritual y Noche oscura del alma. De hecho, el título de la película proviene de este último. Sus obras místicas pertenecen al desarrollo del alma y la relación entre el alma y Dios. Durante su tiempo en el monasterio, memorizó treinta y un versos de su obra Cántico espiritual. Muchos años después terminó su obra. Escribió todas sus obras entre 1577 y su muerte, en 1591. 
En 1726, el papa Benedicto XIII canonizó a san Juan de la Cruz y hoy es uno de los treinta y seis doctores de la Iglesia.

## Aspectos técnicos
Carlos Saura fue a la vez guionista y director de la película; Andrés Vicente Gómez, el productor, y Juan Diego interpretó el papel de san Juan de la Cruz. La película participó en el 39.º Festival Internacional de Cine de Berlín.

## Sinopsis
La única vez en que se ven imágenes de la ciudad de Toledo es al principio de la película. La primera escena de la película es el viaje de Juan hacia el monasterio de Toledo como prisionero.
Se observa una vista de la ciudad de Toledo en las horas tempranas de la mañana, desde las montañas. Juan lleva una venda para que no pueda saber adónde va. 
Juan entra en el monasterio y un fraile le quita su venda en frente de todos los miembros del convento en la sala capitular. Le obligan a comparecer ante los frailes en el tribunal del monasterio, pero él rechaza obedecer. Los frailes obligan a Juan a desnudarse enfrente de todos y a ponerse el hábito del monasterio, pero él lo rechaza. Entonces lo confinan solo en su celda. Más tarde lo sacan de su habitación para que la comunidad lo azote mientras canta himnos religiosos. Después de su primer azote, Juan empieza a crear sus obras de poesía religiosa. Recita los versos mientras pide a Dios la fuerza para sobrevivir.
Se ve el flashback de una escena cuando la superiora de un convento le presenta a Juan a las monjas que viven allí. Una de las monjas lo mira fijamente, comportamiento que sorprende a Juan. En la escena siguiente, Juan está rezando a Dios en su cuarto cuando aparece la misma monja. Ella lleva un vestido blanco y está iluminada por la luz de la pequeña ventana. Ella empieza a desnudarse delante de Juan. Juan se acerca a ella y la toca mientras la rodea. Pero después de un momento, él aparece muy incómodo y se va alejando de ella. Cuando él se da la vuelta, ella ha desaparecido: solo queda su vestido blanco en el suelo.
Uno de los frailes del monasterio lee, en el refectorio, la historia de la monja, Justina. Ella estaba atormentada por el demonio y acababa de ser denunciada a la Iglesia. En la misma escena, los sacerdotes le explican a Juan que el papa quiere terminar con los carmelitas descalzos, pero Juan no renuncia a sus convicciones.
Juan está durmiendo en su cama cuando un mano aparece al lado de su cabeza. Aparecen más manos de todos los lados de la cama. Las manos rasgan su ropa y arañan su cuerpo mientras él grita. Aparece la imagen de Justina, la monja, pero esta vez ella lleva un vestido azul oscuro. Las manos desaparecen cuando entra el fraile que cuida de Juan en la habitación. Juan le dice que son los demonios quienes quieren tentarlo. Le dice que él había luchado contra el demonio antes y  se ofrece a contarle al carcelero cómo fue. Juan cuenta la historia de una mujer del convento a quien muchas personas fueron a escuchar sus historias, porque parecían dictados del demonio. La escena cambia a sus memorias de la misma mujer, Justina. Ella se retuerce en el suelo y dice que el demonio la posee. Ella tira la cruz de la habitación. La escena cambia otra vez a otra memoria de Juan, cuando entró en el cuarto de Justina y vio a alguien en la cama de Justina manteniendo relaciones sexuales con ella. Desde las sábanas aparece Juan mismo.
Cerca del final de la película, Juan interrumpe la cena y la lectura de la Biblia para decir que él está orgulloso de sí mismo. Pero cuando el prior le pide que repita lo que acaba de decir, él pide disculpas y dice que su interrupción fue un momento de debilidad. Reafirma sus creencias sobre sus reformas y dice que ellos (los frailes del monasterio) están equivocados sobre sus creencias tradicionales.
En junio, Juan oye la voz de Justina y le dice que él necesita salir del monasterio, porque tiene el trabajo más importante para hacer en el mundo exterior. Entonces, usa sus tijeras y un ovillo de hilo para medir la distancia desde la ventana de su habitación hasta el suelo. Rasga el borde de su hábito para crear una cuerda. Cuando el carcelero le permite usar los servicios, Juan rompe la cerradura de su puerta. En la noche, se escapa del monasterio desde la ventana con su cuerda. Aquí termina la película.

## Reparto
- Juan Diego como San Juan de la Cruz
- Fernando Guillén como Vailer
- Manuel de Blas como Prior
- Fermí Reixach como Fray Gerónimo Tostado
- Julie Delpy como Monja Justina
- María Elena Flores como Superiora

## Análisis de la película

### Representación de la Iglesia en la película
La película presenta una imagen muy dura de la Iglesia y del monasterio de Toledo. Desde el principio, los sacerdotes carmelitas tratan a san Juan de una manera cruel, a pesar de que él también es carmelita. Los frailes en el monasterio abusan de él. Vimos las maneras físicas y mentales en que ellos causan daño fuerte a Juan. En la primera escena en el monasterio, los frailes le gritan y le dicen que él tiene que obedecerles y renunciar a sus aspiraciones. Y aunque san Juan intenta defenderse, los frailes ni le escuchan ni piensan en sus proposiciones. Es obvio que ellos no se sienten tolerancia por otras ideas religiosas; no les gusta que sus propias prácticas se vean amenazadas.
Saura crea una imagen de "máquina" de los sacerdotes en la escena en la que, en fila, azotan a Juan mientras cantan himnos religiosos. Uno de los frailes le pide disculpas a Juan y le llama “hermano”. Saura nos presenta la paradoja del conflicto que muestra la película: los tensiones son entre diferentes grupos de la misma orden. Saura asemeja la pelea entre los carmelitas con la bíblica entre Caín y Abel del Génesis. La pelea entre los hermanos es muy importante entre los cristianos, porque denuncia las divisiones y la falta de amor que se da a veces en la familia. El acto de relatar las dos peleas es un acto que quizás Saura hace para denunciar esta época en la historia católica.
Además de azotar a Juan y encerrarlo en una habitación pequeña, los carmelitas tampoco le dan suficiente comida: solo recibe pan, agua y un poco de pescado. Le tratan como un animal. Cuando come, parece que no había comida nunca en su vida. El hecho de que Juan coma pescado es algo importante: es una comida simbólica en el cristianismo (el pescado significa salvación, porque los pescados viven en el agua y el acto de bautismo —un acto sagrado que representa la salvación de la alma de los pecados— ocurre en el agua también). Entonces, el pescado representa en la película la presencia de Cristo y que los pecados de Juan son perdonados.
Juan parece muy enfermo y triste, su salud empeora a través de la película. Durante la película, es obvio que la salud mental de Juan empeora a medida que avanza su soledad. Podemos ver en su cara y en su cuerpo los efectos físicos del abuso que sufre. Y en la manera en que habla a Dios y que mira a otras personas con mucho tristeza y daño, sabemos también que sufre mucho. A pesar de que Juan vive en condiciones terribles, nunca pierde la esperanza ni la fe.
Pero Saura no representa a todas las personas del convento de una manera tan dogmática y fría. Las interacciones entre Juan y el fraile que cuida a él, cambian significativamente durante la película. Al principio de la película, el carcelero rechaza hablar con san Juan. La falta de contacto humano y de simpatía es muy triste. Él está separado del mundo, no solo porque vive aislado, sino también porque no tiene ninguna conexión con nadie. Pero la situación cambia cuando el carcelero escucha las historia de san Juan sobre Justina. Le interesa sus interacciones con ella y con el demonio, porque puede ver el sufrimiento y lucha interior de Juan de la Cruz. Él quiere ayudarle. Saura representa una verdad sobre la humanidad: los conexiones entre seres humanos están basadas en el compartimiento de experiencias y la vulnerabilidad.  Después de esta interacción, el carcelero tiene un interés fuerte en las canciones que san Juan escribe y le pregunta sobre ellas.

### Análisis de la filmación
Hay algunos momentos en los que san Juan rompe la cuarta pared. La primera, cuando él está hablando con Dios, pero sus ojos están mirando a la cámara: es un momento en el que se identifica a la audiencia con Dios. Saura nos presenta el poder de las lecturas y crecimientos de Iglesia, que sigue Juan porque nos conectamos con la escena directamente.  Siempre sigue hablando con Dios. Él empieza a crear y recitar sus poemas a la cámara. El afecto de estos momentos es que la audiencia se siente su daño. El contacto entre los ojos de la audiencia y Juan crea una conexión humano real - exactamente lo que falta Juan en su tiempo en el monasterio de Toledo.
La música demuestra el sufrimiento emocional que siente Juan y llama la atención a los contrastes importantes en la película. En la primera escena, el director usa música ominosa cuando Juan está en viaje como prisionero hacia el monasterio para presagiar el sufrimiento que pasará. La música cambia en la escena cuando aparece la monja en la habitación de Juan. Esta música es de la ópera con la voz de una mujer contando. Enfatiza el contraste entre la feminidad apasionada y sexual, y la vida estricta y pía de las monjas en la iglesia. La música en la escena cuando las manos atacan a Juan en su cama sirve para añadir suspense, y el sentimiento traumático y de sufrimiento.
La mayoría de la película es muy oscura, porque representa la experiencia de Juan en su habitación solitario sin luz. Solo tiene una ventana pequeño y muy poco contacto con el sol cuando está en camino hacia el comedor. La primera vez que entre en la habitación solitario, la luz solo ilumina su cabeza. El resto de su cuerpo y de la habitación es oscuro. Podemos ver un poco de luz que ilumine su cama. Oímos el viento fuerte afuera de su habitación. Parece como un lugar hostil y duro. Las paredes del cuarto, la manta y su almohada son de mala calidad.
Para Juan, la oscuridad representa el demonio y la luz representa Dios. Describe la luz como algo muy hermoso. Su tiempo en la habitación representa su lucha contra el demonio para encontrar una vida mejora siguiendo Dios. Juan y el carcelero visitan a un viejo sacerdote que está en el lecho de muerte. En este escena, Juan relaciona la luz con el amante (el nombre que llama a Dios), y entonces afirma el simbolismo del luz. Juan dice que porque el viejo sacerdote está cerca a la muerte, comienza el viaje hacia la luz. Parece que el viejo sacerdote puede ver esta luz al principio de su conversación con Juan, pero justo antes de su muerte, el sacerdote dice que él no puede ver nada. Esta escena es un ejemplo concreto de la lucha entre las ideas de los dos bandas de los Carmelitas.

### Representación de las obras de San Juan
Hay una escena cuando Juan se toca a sí mismo mientras la luz ilumina a su cuerpo moviendo desde sus pies hacia su cabeza. Quizás representa la relación casi sexual de que Juan escribe en sus obras sobre la relación íntima entre Dios y la alma. Él oye su propia voz recitando una de sus obras. La luz brilla más en este momento e ilumina su cara; es un momento poderoso del amor y fe que Juan tiene en Dios. Ve algo en la luz que describe como “hermoso.” El carcelero le observa desde el mirilla con una expresión de asombro. Su habilidad de sobrevivir y mantener la fuerza delbalma muestra el poder que tiene Juan y el poder de sus creencias. 
Juan recita versos de sus obras en su habitación constantemente. Cambia diferentes palabras y frases como parte de su proceso creativo, pero siempre habla con el mismo tono serio y emocional. Juan dice que sus canciones son sobre la relación entre el alma y el esposo, Dios. En una escena, recita un verso al carcelero sobre una paloma de su obra famosa “Cántico espiritual”. El carcelero reconoce la belleza de sus palabras, pero no trata a entenderlo, quizás porque él tiene miedo de pensar en las ideas radicales de Juan y los Carmelitas Descalzos. Juan describe la inspiración de sus obras como los una “inteligencia mística” sobre el amor entre el alma y Dios. Él dice que es imposible describirlo con palabras lo que no sabemos sentir.
El carcelero trae a Juan papel para que pueda escribir sus poemas. Este acto sencillo muestra mucho respeto por las ideas de Juan, a pesar de que el carcelero no las comparte. Cuando Juan tiene el papel y empieza a escribir Noche oscura del alma, la luz parece mucho más fuerte que en las escenas antes. Juan mira más alegre, pero todavía está enfermo y su salud no es buena. Aquí, Saura nos revela un poco sobre el proceso creativo de Juan. Él recibe su inspiración de la luz y de su tiempo en el cárcel. Sugiere que es la experiencia de cercanía a la muerte la razón por la cual Juan tiene una conexión tan fuerte con sus propias creencias religiosas.

### Precisión histórica
La película nos presenta los eventos verdaderos para dar contexto a la vida de Juan. Al principio de la película, un sacerdote del monasterio lee los hechos históricos sobre la vida de Juan cuando entra por primera vez en el salón para su juicio. También, introduce la conexión de Juan y Teresa de Jesús en este momento. Representa Teresa en una manera negativa porque el sacerdote dice que ella había creado una conjura; entonces representa las tensiones entre los diferentes carmelitas desde el principio. El sacerdote describe las diferencias entre su orden y los Carmelitas Descalzos también en una manera verdadera. La huida de Juan del monasterio, con la cuerda de su sotana desde la ventana, también sigue los datos históricos que existen.
Pero, la película no se supone que ser un narrativo; es una investigación. Sigue El País, la película explora la pregunta central de la vida famosa de Juan: “¿Cómo, en efecto, en tan atroz adversidad se las arregló Juan de la Cruz para componer tal exquisitez, una tan delicada música de la palabra?” La filmación de la película en la manera en que representa Juan Diego en momentos muy intensos nos ayuda en entender cómo el poeta podía escribir algo tan importante a la literatura española en condiciones tan terribles. En la entrevista, Saura dice que la película no es sobre el religión; en vez, la película enfoca específicamente en el proceso interior y “misticismo laico” de Juan. Entonces, es una película sobre las habilidades de este poeta lírico muy importante en la literatura española.

### Producción
Carlos Saura escribió y dirigió la película, que fue interpretada por Juan Diego.  La película es una producción de Andrés Vicente Gómez. El presupuesto era 250 millones de pesetas. La mayoría de la película ha sido rodada en Madrid en los estudios Roma pero había partes filmadas en el Real Monasterio de Santa María de Veruela, en Tarazona, y en Toledo.  La música de la película es de J. S. Bach y la fotografía es de Teo Escamilla.

### Premios
La película participó en el Festival Internacional de Cine de Berlín, pero no ganó ningún premio.